# Patrick Michael O'Regan
Patrick Michael O'Regan' (Bathurst, 8 de outubro de 1958) é um prelado da Igreja Católica. Ele é o arcebispo católico romano de Adelaide desde 25 de maio de 2020. Antes disso, ele era o bispo de Sale desde 2015.
O'Regan foi eleito o 9º Bispo da Diocese Católica Romana de Sale em 2014 e foi consagrado e empossado como bispo pelo Arcebispo de Melbourne, Denis Hart em 26 de fevereiro de 2015 em uma cerimônia em Sale .  Em 19 de março de 2020, o Papa Francisco anunciou que o Bispo O'Regan se tornaria o 12º Arcebispo de Adelaide.

## Primeiros anos e experiência
O'Regan nasceu em Bathurst, New South Wales, um dos quatro filhos e cresceu na vila de Perthville, localizada a aproximadamente 5 quilômetros (3,1 milhas) ao sul de Bathurst. Educado na St Joseph's Primary School, Perthville e St Stanislaus 'College, Bathurst, O'Regan começou a estudar para o sacerdócio no St Columba College, Springwood e mais tarde no St Patrick's College.  Durante os intervalos do semestre, foi relatado que ele tirava cervejas no Majellan Club, transportava ração e cortava couves-flores nas hortas locais.
Ordenado sacerdote na Catedral de São Miguel e São João em Bathurst em 2 de setembro de 1983, O'Regan serviu como pároco assistente nas paróquias de Lithgow, Cowra, Orange e Bathurst. Durante 1994 e 1995, O'Regan iniciou seus estudos superiores no Instituto Católico de Paris. Ele voltou para a Austrália, inicialmente para Orange, antes de ser nomeado como uma paróquia padre em Wellington. O'Regan completou seus estudos superiores na França durante 2001 e 2002, graduando-se com uma Licenciatura em Liturgia e Teologia Sacramental;  retornando à Austrália em 2003 como pároco de Blayney. Em 2008 foi nomeado Administrador Diocesano na Diocese de Bathurst; promovido a chanceler diocesano em 2009; ao Decano da Catedral em 2010; e concomitantemente como Vigário Geral em 2012.

Brasão como Bispo de Sale

## Bispo de Sale
Em dezembro de 2014, foi anunciado que o Papa Francisco havia nomeado O'Regan como o Bispo de Sale, substituindo Christopher Prowse, que se tornou o Arcebispo de Canberra-Goulburn.  O'Regan foi consagrado e empossado como bispo em 26 de fevereiro de 2015, pelo arcebispo Denis Hart.

## Arcebispo de Adelaide
Em 19 de março de 2020, foi anunciado que o Papa Francisco havia nomeado O'Regan como arcebispo de Adelaide. Ele foi empossado como arcebispo de Adelaide em 25 de maio de 2020 em uma pequena cerimônia, devido às restrições do COVID-19, na Catedral de São Francisco Xavier, Adelaide, Sul da Austrália. 